# Хуцція I
Хуцція I (д/н— бл. 1525 до н. е.) — великий цар (руба'ум рабі'ум) Давньохеттського царства близько 1530—1525 роках до н. е.

## Життєпис
Його стосунки з правлячою династію дискусійні: за однією версію був другим сином великого царя Аммуни, за іншою його брата Куру. Можливо, що останній відомий як Цуру — мешеді (очільник царської сторожі). Є версія, що міг бути сином сестри Аммуни — Істапарії. Тоді відповідно до відомостей, цар Ціданта I планував передати трон сину своєї доньки — Хуцції, сину Істапарії, за що Аммуна вбив Ціданту I. Тоді малоймовірно, що міг залишити в живих претендента.
Спочатку Хуцція був руба'ум (царем) Хакмеса. Близько 1525 року до н. е. Хуцція і Цуру (Куру) повалили Аммуну та вбили усіх його синів. Після чого Хуцція став новим великим царем хеттів.
Становище його було непевним. Хетти знову поринули у внутрішню боротьбу, що ще більше послабило державу. Хуцція I планував вбити Істапарію (доньку Аммуни або Ціданти I — обидві мали таке ім'я) та її чоловіка Телепіну. Ті у свою чергу також влаштували змову, внаслідок чого Хуцція I загинув — Танува, мешеді (очільник царської сторожі), наказав вбити Хуццію I та 5 його братів. Телепіну став володарем Хеттської держави.